# Yellowknife (tribu)
Els yellowknife són una tribu ameríndia na-dené, també anomenada tatsanottine. Vivien al nord-oest del Gran Llac dels Ossos i Gran Llac de l'Esclau, al Territoris del Nord-oest del Canadà. El 1970 només en romanien uns cinc-cents. La seva llengua i cultura són calcades dels chippewyan, gairebé idèntiques, malgrat la qual raó es dedicaren a robar-los i oprimir-los. Llur darrere delmada fou causada per una incursió dels thlingchadinne, els quals, cap al segle xviii i primeria del xix, els van atacar i massacrar. A causa d'aquests nombrosos ràtzies el seu nombre va minvar considerablement. Endemés, el 1934 es va trobar or al seu territori, raó per la qual des del 1944 fou colonitzat i el 1961 s'hi va construir la primera carretera.